# Битва під Замостям (1920)
Битва при Комарові, також Рейд на Замостя — битва між першою Кінною армією РСЧА та польською 1-ою кавалерійською дивізією, що тривала в період з 30 серпня по 2 вересня 1920 року в районі села Комарів (пол. Komarów) поблизу м. Замостя. Одна з найважливіших битв радянсько-польської війни. Остання в історії велика кавалерійська битва :226–232.
Закінчилася розгромною поразкою 1-ї Кінної армії більшовиків, яка зазнала великих втрат і ледве уникла оточення та повного знищення. Через велику кількість задіяних сил битва поблизу Комарув-Осади вважається найбільшою кавалерійською битвою XX століття. У польській історіографії її називають «найбільшою кавалерійською битвою після 1813 року» або «Чудом у Замості».

## Передумови
Після поразки під Варшавою більшовицькі війська розпочали загальний відступ. Щоб послабити натиск противника на відступаючі частини командувач Західного фронту Михайло Тухачевський наказав 1-й Кінній армії повернути на північ, щоб атакувати правий фланг наступаючих польських сил. Тухачевський сподівався змусити польські війська повернути на південь для відбиття наступу 1-ї Кінної армії, що дало б можливість запобігти катастрофі червоноармійських військ на півночі і розпочати новий наступ на Варшаву.

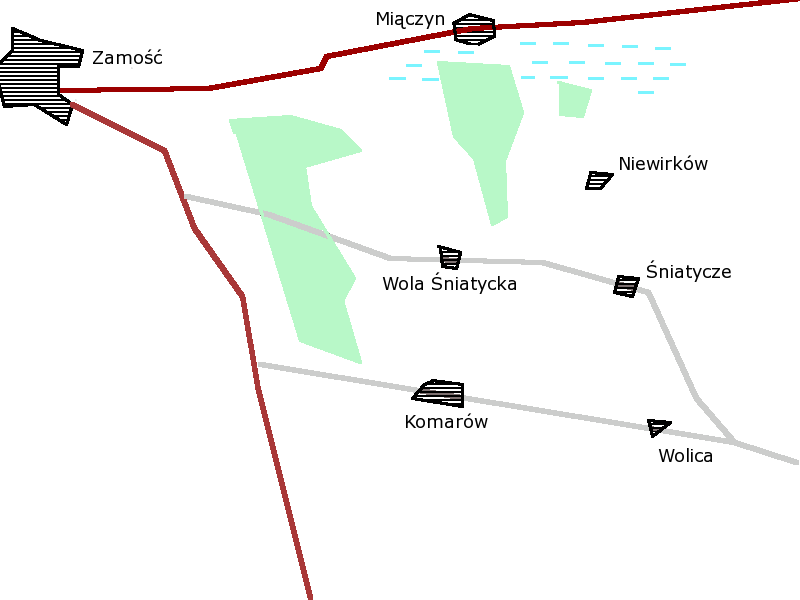
Схема поля битви

Проте загрузнувши у боях у районі Львова Перша кінна армія РСЧА не змогла своєчасно почати марш , тому досягла району Замостя лише 30 серпня. На той час польському командуванню вдалося зосередити тут війська та організувати лінію оборони.

## Перші зіткнення
29 серпня відбулися перші зіткнення першої кінної з підрозділами польської 1-ї кавалерійської дивізії. «Спеціальний батальйон» на чолі з майором Станіславом Мачеком затримав наступ червоної кавалерії біля села Варенж (Waręż). Пізніше того ж дня польський 1-й Креховецький уланський полк застав зненацька і розбив кілька червоних частин поблизу сіл Ликошин (Łykoszyn) та Тишовці (Tyszowce), відібравши у ворога 150 полонених, три артилерійські гармати та сім кулеметів.
Наступного дня радянські частини продовжували наступ на Замостя, але подолати мобільну оборону поляків їм не вдалося. Гарнізон міста складався з кількох частин під командуванням капітана Миколи Болтуча. Серед них були залишки української 6-ї січової стрілецької дивізії під командуванням полковника Марка Безручка, один полк і два батальйони польської піхоти, три бронепоїзди та ряд дрібніших підрозділів, всього близько 3200 багнетів і 200 шабель. У цей час польська кавалерія вийшла в район сіл Волиця Бжозова (Wolica Brzozowa) та Комарув (Komarów) на захід від міста.
Після прибуття в район Замостя Семен Будьонний мав три варіанти розвитку подій: наступати на добре укріплене місто «в лоб»; спробувати обійти його по лісах із заходу через позиції 13-ї польської піхотної дивізії або спробувати атакувати польську кавалерію приблизно за 20 км на захід. Незважаючи на загальну нестачу інформації, Будьонний знав про організовану оборону і не очікував значного опору; він вирішив йти в обхід із заходу.

## Перший етап
Рано-вранці 31 серпня радянська кавалерійська бригада перетнула заболочену ділянку на північ від польських позицій. У той же час, 11-та кавалерійська дивізія першої кінної була зупинена польською піхотою біля села Луб'янки (Łubianki), а 6-та кавалерійська дивізія першої кінної зазнала поразки в нічному зіткненні з польською піхотою на захід від Замостя.
О 6-й ранку 2-й Гроховський уланський полк отримав наказ захопити «Висоту 255» на північ від головних ліній польської кавалерії. Висота була зайнята без опору. Контратаку червоної кавалерії було зупинено біля села Волиця Шнятицька (Wolica Śniatycka). Після цього радянська кавалерія була атакована 8-м уланським полком князя Юзефа Понятовського. Після короткого бою дезорганізовані сили червоних швидко відступити, залишивши після себе велику частину свого важкого обладнання, зокрема особистий автомобіль Будьонного. 4-та кавалерійська дивізія першої кінної армії (командир Семен Тимошенко ) також безладно відступила.
О 12-й годині польський 9-й полк розпочав атаку 11-тої кавалерійської дивізії першої кінної, яка замінила безладно відступаючу 4-у кавдивізію. Атака була відбита з тяжкими втратами з обох боків. Приблизно через 30 хвилин радянські війська були змушені відступити, проте польська VII кавалерійська бригада була серйозно виснажена. При цьому 9-й полк бригади зазнав серйозних втрат від вогню власної артилерії.
Польська VI кавалерійська бригада, яка раніше була в резерві, почала атаку із зайнятої раніше висоти. Частини 1-ї Кінної розпочали дезорганізований відступ у бік Замостя. Їх переслідував 12-й Подільський уланський полк під командуванням капітана (пізніше генерала) Тадеуша Коморовского. Під час відступу перша кінна армія зазнала великих втрат. Бойові дії припинилися до 5-ї години вечора.

## Другий етап
Приблизно о 5-й годині вечора червона кавалерія атакувала 8-й польський полк біля села Волиця Шнятицька. Для відбиття атаки Юліуш Руммель наказав всій VI кавалерійській бригаді (1-й, 12-й та 14-й полк Язловецьких улан) атакувати фланг противника. Після масового зіткнення червоні війська відступили на північ.
Після короткого відпочинку вся радянська 6-а кавалерійська дивізія, найсильніша частина РСЧА в цьому районі, зуміла прорватися через кільце польської піхоти та прибула на поле битви. Польська VI кавалерійська бригада відпочивала в селі Невіркув (Niewirków) та її околицях. VII кавбригада розпочала марш на з'єднання з VI бригадою. На півдорозі бригада виявила величезну лінію червоної кавалерії, що виходила з лісу біля Волиці Шнятицької.
Це була 6-а кавдивізія першої кінної армії у складі шести полків. Дивізія була вже розгорнута в лінію атаки, але ще не розпочала рух. Полковник Руммель наказав усім своїм силам негайно розпочати спільну атаку, не чекаючи, поки червоні підуть уперед . 8-й та 9-й польські полки завдали фронтального удару, а 1-й Креховецький уланський полк атакував лівий фланг противника. До нього приєдналися солдати 12-го полку з Невіркува, які атакували позиції противника з тилу. Після півгодинного бою Будьонний наказав 6-й дивізії відступити.
Єдиний можливий шлях відступу червоних вів на схід через позиції 2-ї піхотної дивізії легіонерів  під командуванням полковника Михала Жимерського. Ціною важких втрат відступаючих радянським військам вдалося прорватися. До кінця дня битва закінчилася перемогою польської армії.

## Результати та втрати

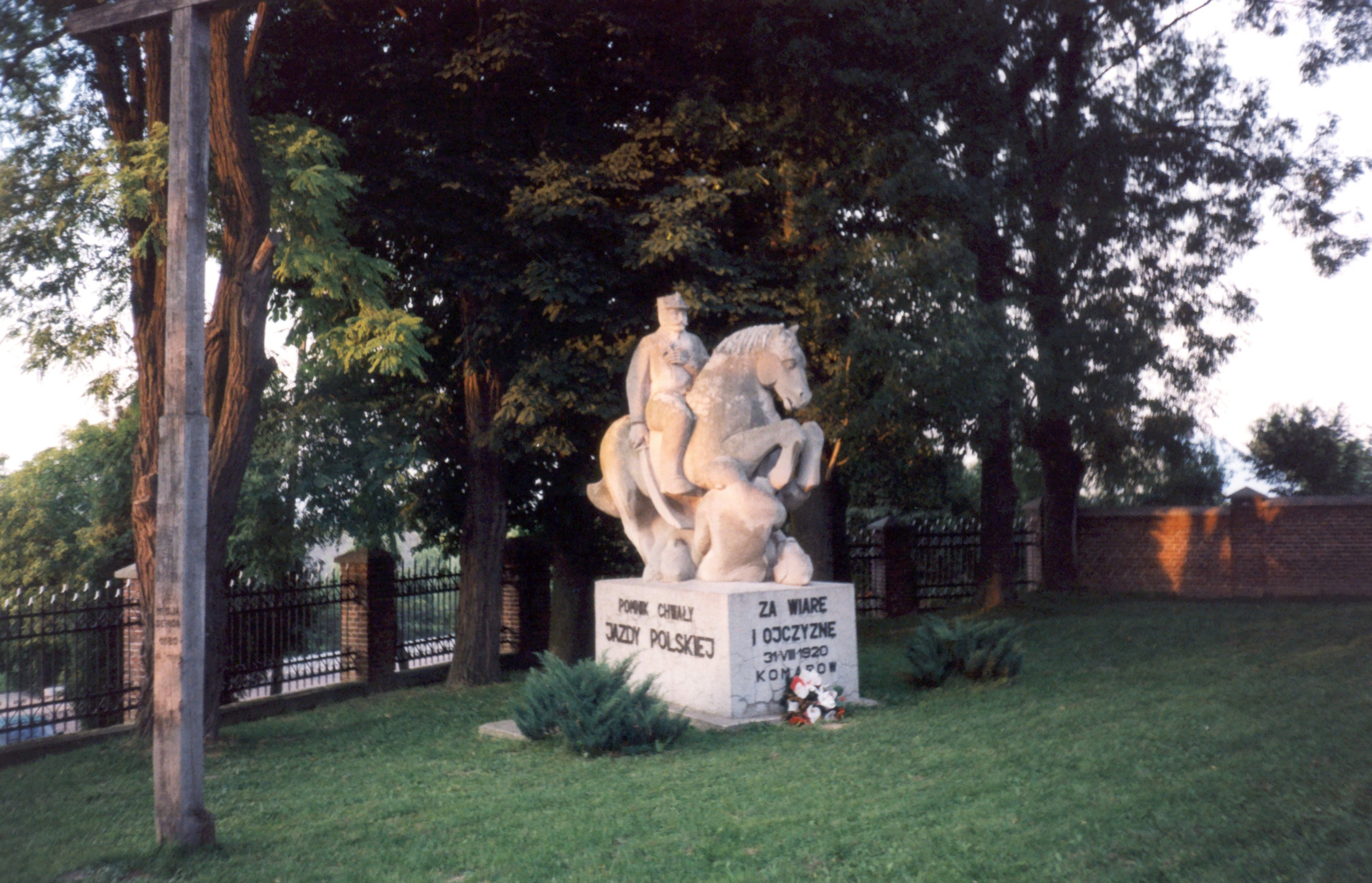
Польський пам'ятник на честь перемоги у битві поблизу Комарува.

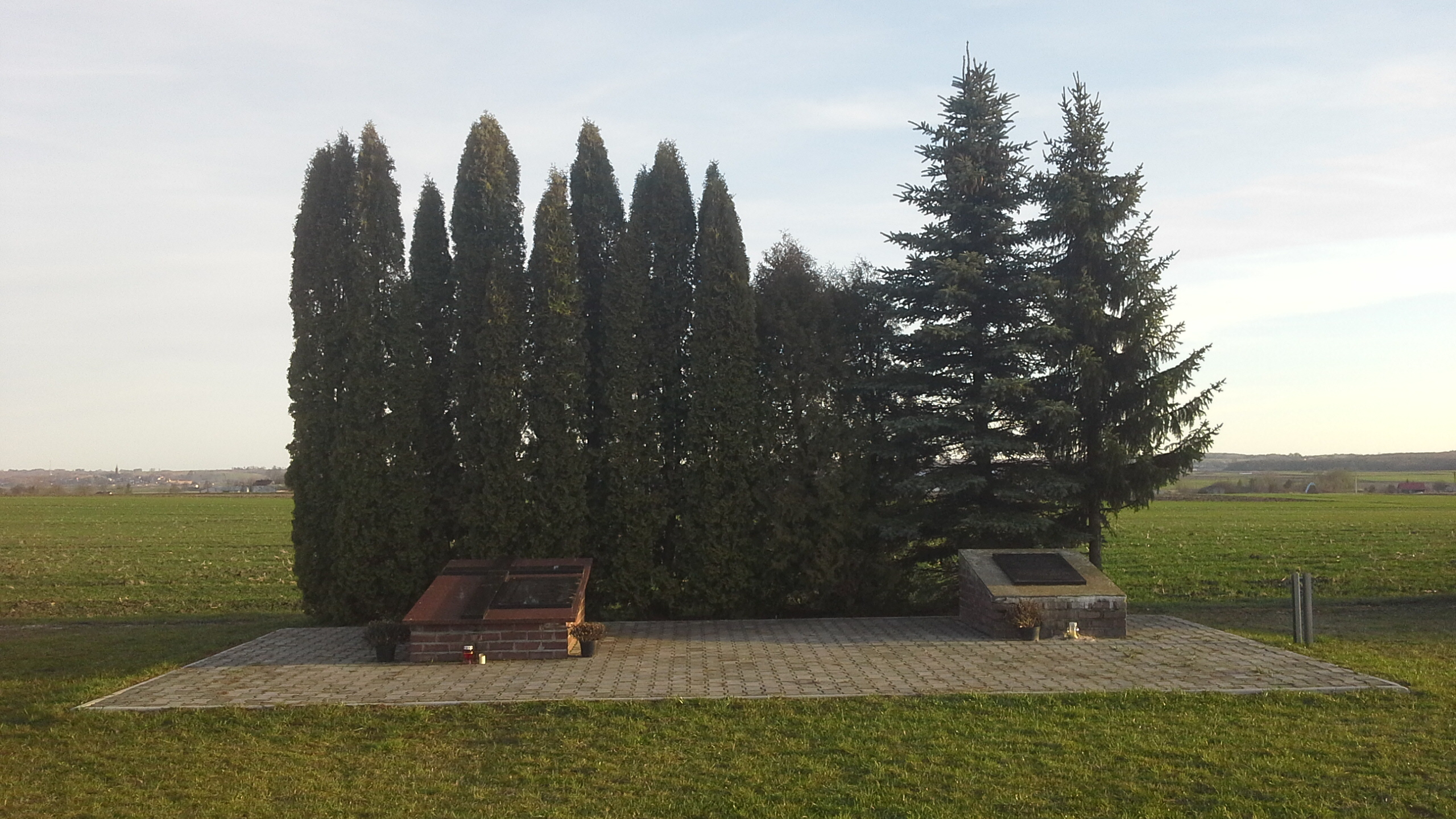
Поховання поляків, які загинули в битві поблизу Комарува.

Польська перша кавалерійська дивізія переслідувала відступаючі частини першої кінної. Військам Семена Будьонного вдалося прорватися через польські лінії, але поляки не залишили їм достатньо часу на відпочинок. 2 вересня польська VI кавалерійська бригада досягла міста Лащів, де вона успішно обійшла радянську 44-ту стрілецьку дивізію і знищила один з її полків — 392-й Таращанський (в живих залишилися лише піша розвідка та 25 кінних розвідників). 1-ї Кінної вдалося уникнути оточення і повного знищення, але загрози для наступаючих польських сил вона більше не становила. Не маючи можливості перегрупуватися, 5 вересня війська РСЧА залишили місто Грубешів, а 6 вересня — Володимир-Волинський.
12 вересня польські війська, під командуванням генерала Владислава Сікорського, виведені з битви на Німані, розпочали успішний наступ на Волинь. 18 вересня перша кінна армія РСЧА залишила Рівне і почала відступати на схід. До кінця вересня польські війська досягли річки Случ, тобто того місця, з якого почався наступ РСЧА на Варшаву. Перша кінна армія РСЧА була відведена з польського фронту.
Битва під Замостям стала катастрофою для першої кінної армії. Незважаючи на значну чисельну перевагу, командування червоних не спромоглося сконцентрувати сили і лише проводило розрізнені послідовні атаки, які були успішно відбиті польськими військами. Відсутність зв'язку між частинами та ігнорування даних розвідки призвели до великих втрат радянської сторони. Під час відступу моральний дух та дисципліна в 1-й Кінній впали, що призвело до масових пограбувань та насильства з боку «червоних козаків» проти цивільного населення. У цей період військові першої кінної армії заплямували себе погромами єврейських містечок.
Польська армія втратила близько 500 убитих у бою та 700 коней. Жоден поляк не потрапив у полон. Дані про втрати червоноармійців не були оприлюднені та залишаються невідомими досі.

## Ушанування пам'яті
У річницю битви щороку 31 серпня у Польщі відзначається День польської кавалерії.

## Сили сторін
| Західний фронт                                                                  |
| ------------------------------------------------------------------------------- |
| 1-а Кінна армія Семен Будьонний                                                 |
| 4-а кавалерійська дивізія Семен Тимошенко                                       |
| 6-а кавалерійська дивізія Йосип Апанасенко                                      |
| 11-а кавалерійська дивізія Федір Морозов                                        |
| 14-а кавалерійська дивізія Олександр Пархоменко                                 |
| 44-а стрілецька дивізія Іван Дубовий                                            |
| Спеціальна бригада                                                              |
| 16 700 шабель, 284 кулеметів, 48 гармат, 5 бронепоїздів, 12 літаків, броньовики |

| Південний фронт В. А. Ендржеєвський             |
| ----------------------------------------------- |
| 1-а кавалерійська дивізія Юліуш Роммель         |
| 2-а легіонерна піхотна дивізія Міхал Жимерський |
| 10-а піхотна дивізія Лучан Желіговський         |
| 13-а піхотна дивізія Ян Ромер                   |
| Гарнізон Замостської фортеці Микола Болтуч      |
|                                                 |

## У культурі
Рейд першої кінної армії РСЧА на Замостя згадується в популярній в СРСР у 1920—1930 роки «Конармейской» пісні Олексія Суркова та братів Покрасс. :
На Дону и в Замостье

Тлеют белые кости,

Над костями шумят ветерки.

Помнят псы-атаманы,

Помнят польские паны

Конармейские наши клинки.